# Hiện tượng quan sát thấy UFO ở Ý
Đây là danh sách những trường hợp được cho là đã nhìn thấy vật thể bay không xác định hoặc UFO ở Ý.

## 100 TCN
- Iulius Obsequens tường thuật: Khi C. Murius và L. Valerius lerius là chấp chính quan, ở Tarquinia vào lúc hoàng hôn, một vật thể tròn, giống như quả địa cầu, một tấm khiên hình tròn bay trên bầu trời từ tây sang đông.

## 91 TCN
- Iulius Obsequens tường thuật: Tại Aenariae, trong khi Livius Troso đang ban hành luật khi bắt đầu cuộc chiến tranh Ý, vào lúc mặt trời mọc, bất chợt có tiếng động khủng khiếp trên bầu trời và một quả cầu lửa xuất hiện đang bốc cháy ở phía bắc. Trên lãnh thổ của Spoletum, một quả cầu lửa màu vàng kim đang quay tròn rơi xuống mặt đất. Sau đó, nó dường như tăng kích thước, vọt khỏi mặt đất và bay lên bầu trời rồi che khuất mặt trời bằng ánh sáng chói chang. Nó quay về góc phần tư phía đông của bầu trời.

## 42 TCN
- Iulius Obsequens tường thuật: thứ gì đó giống như một loại vũ khí, hoặc tên lửa, phát ra tiếng động lớn từ mặt đất và bay vút lên bầu trời.

## 1933
- Năm 2000, Roberto Pinotti đã xuất bản tài liệu liên quan đến cái gọi là "Hồ sơ UFO của Phát xít", liên quan đến một chiếc đĩa bay bị rơi gần Milano vào năm 1933 (khoảng 14 năm trước vụ rơi đĩa bay ở Roswell, New Mexico), và cuộc điều tra sau đó của chưa từng được đề cập trước Nội các RS/33, được cho là do Benito Mussolini ủy quyền và do nhà khoa học đoạt giải Nobel Guglielmo Marconi đứng đầu. Một con tàu vũ trụ được cho là cất giữ trong nhà chứa máy bay của SIAI Marchetti ở Vergiate gần Milano.[1]

## 1942
- Vật thể lớn có bốn ánh đèn màu đỏ được nhiều người nhìn thấy vào tháng 3 ở Torino.[2]

## 1950
- Một công nhân nhà máy đang làm việc gần Varese đã nhìn thấy ba sinh vật hình người gần một chiếc phi thuyền lạ. Một trong những thực thể này chợt phát hiện ra anh ta và bắn anh ta bằng một chùm tia, mặc dù nó không gây hại gì cho người này cả. Sau đó, nhóm sinh vật hình người liền bước vào trong phi thuyền và bắt đầu bay vọt lên bầu trời.[3]

## 1954
- Một vụ chứng kiến UFO xảy ra ở Firence vào ngày 28 tháng 10 năm 1954, sau đó là một sợi tóc thiên thần rơi xuống.[4]

## 1973
- Năm 1973, một chiếc máy bay Alitalia rời Roma đến Napoli thì bỗng dưng nhìn thấy một vật thể tròn bí ẩn. Hai máy bay của Không quân Ý từ Ciampino đã xác nhận vụ chứng kiến này.[5] In the same year there was another sighting at Caselle airport near Turin.[6]

## 1978
- Hai người đi bộ đường dài trẻ tuổi khi đi dạo trên Monte Musinè gần Torino đã nhìn thấy một ánh sáng rực rỡ; một trong số họ tạm thời biến mất và sau một thời gian được tìm thấy trong tình trạng bị sốc và có vết bỏng đáng chú ý ở một chân. Sau khi tỉnh lại, anh ta trình báo chính mắt mình đã nhìn thấy một loại xe cộ kéo dài và một số sinh vật có hình dạng kỳ lạ đi xuống từ đó. Cả hai người leo núi trẻ tuổi đều bị chứng viêm kết mạc một thời gian.[7]
- Một cuộc tiếp xúc cự ly gần được trình báo vào tháng 9 năm 1978 tại Torrita di Siena ở Tỉnh Siena. Người lái xe trẻ tuổi nhìn thấy trước mặt mình một vật thể sáng chói, hai sinh vật có vóc dáng nhỏ bé mặc vest và đội mũ bảo hiểm, cả hai tiến lại gần chiếc xe, sau khi quan sát kỹ chiếc xe, họ quay lại chỗ chiếc UFO. Một cậu bé sống cùng gia đình tại một ngôi nhà nông thôn cách đó không xa nói rằng cậu đã nhìn thấy cùng lúc đó "một loại mặt trời nhỏ màu đỏ".[8]
- Tuy vậy, cũng vào năm 1978 rộ lên câu chuyện về Pier Fortunato Zanfretta, trường hợp nổi tiếng nhất và gây tranh cãi nhất về một người Ý được cho là bị người ngoài hành tinh bắt cóc. Zanfretta kể rằng mình bị bắt cóc vào đêm ngày 6 và ngày 7 tháng 12 khi đang làm nhân viên bảo vệ tại Marzano, thuộc khu tự quản Torriglia tại tỉnh Genova.[9]